# Eweni
Eweni (ros. Эвены, dawniej Lamuci) – autochtoniczny etnos syberyjski, spokrewniony z Ewenkami i wraz z nimi określany dawniej jako Tunguzi. 
Eweni zamieszkują głównie obwód magadański i Kraj Kamczacki, Czukocję, wybrzeże Morza Ochockiego oraz północne rejony Jakucji. Według danych z roku 2010 w Rosji żyje 22 383 Ewenów.
Ich językiem ojczystym jest język eweński, należący do grupy tunguskiej (północnej) języków tungusko-mandżurskich. Język ten jest obecnie dość szybko wypierany przez język rosyjski i jedynie niespełna połowa Ewenów zna rodzimą mowę.
Tradycyjnymi zajęciami Ewenów było na poły koczownicze myślistwo, rybołówstwo i hodowla reniferów.
Do XIX wieku Eweni wyznawali szamanizm, następnie zostali schrystianizowani w obrządku prawosławnym przez Rosjan, zachowali jednak do dziś liczne przejawy dawnej wiary.